# Jef Apers
Jozef Karel Eduard (Jef) Apers, ook Sjef Apers, (Waubach, 25 januari 1921 - Tegelen, 13 september 2000) was een Nederlandse burgemeester van de KVP (later partijloos).
Apers werd in 1921 geboren als zoon van de toenmalige gemeentesecretaris van Ubach over Worms. Hij werd in 1958 benoemd tot burgemeester van de Limburgse gemeente Montfort. Deze functie zou hij van 1958 tot 15 oktober 1982 vervullen. Hij kreeg om gezondheidsredenen in 1982 ontslag verleend.
Tijdens zijn burgemeesterschap kwam hij in het begin van de jaren zeventig in aanvaring met een opperwachtmeester, die hem beschuldigde van het plegen van meineed. Na in eerste instantie door de rechtbank te zijn veroordeeld tot een boete van ƒ 750 werd Apers in hoger beroep door het gerechtshof vrijgesproken.
Apers was getrouwd. Hij overleed in 2000 op 79-jarige leeftijd in Tegelen.